# Đường bay Vàng Việt Nam
Đường bay Vàng Việt Nam (hoặc Đường bay thẳng Việt Nam) là một ý tưởng về việc rút ngắn đường bay hàng không giữa thủ đô Hà Nội và Thành phố Hồ Chí Minh nhằm mang lại những lợi ích về thời gian và kinh tế.
Thông thường, các chuyến bay giữa hai thành phố này luôn phải bay trên đường cong theo không phận của Việt Nam, tức là từ Hà Nội phải bay vòng ra Biển Đông qua các tỉnh Ninh Bình, Thanh Hóa, Nghệ An, Đà Nẵng sau đó mới rẽ vào Buôn Ma Thuột để thẳng về Thành phố Hồ Chí Minh. Người ta cho rằng "đường bay vàng" sẽ đi theo trục thẳng từ Hà Nội đến Thành phố Hồ Chí Minh, dù phải xuyên qua không phận của Lào và Campuchia, nên rút ngắn được quãng đường và thời gian. Đến nay, ý tưởng này vẫn đang được thảo luận, thậm chí tranh cãi vì tính khả thi của nó.

## Lịch sử
Cuối những năm 1980, ý tưởng mở đường bay thẳng Hà Nội - Thành phố Hồ Chí Minh đã được Cục Hàng không Việt Nam đề xuất và cùng với các hàng không của Lào và Campuchia nghiên cứu; nhưng vì nhiều lý do kỹ thuật nên không thành hiện thực.
Tháng 3 năm 2009, cựu phi công Quân đội Nhân dân Việt Nam Mai Trọng Tuấn khởi xướng đề án "đường bay vàng". Theo ông Tuấn, nếu các chuyến bay thẳng đọc theo kinh tuyến 106 độ đông thì đường bay giữa Hà Nội và Thành phố Hồ Chí Minh sẽ rút ngắn được khoảng 142 km, tương đương giảm được 12 phút bay. Theo tính toán thì mỗi chuyến bay kiểu này sẽ tiết kiệm được 1500 lít nhiên liệu. Cũng trong năm này, Chính phủ Việt Nam đã có những buổi làm việc với nhiều bên, kể cả người đưa ra đề xuất, để xem xét. Tuy nhiên, các bên đã không đi đến sự thống nhất. Cục Hàng không Việt Nam có văn bản khẳng định rằng đường bay được cho là "vàng" này không những không thể đảm bảo về vấn đề an ninh mà còn phát sinh lớn hơn đường bay hiện hành vì phải tốn tiền quá cảnh qua không phận của Campuchia và Lào.
Tháng 8 năm 2009, ông Trần Đình Bá - tổng giám đốc một doanh nghiệp ở Việt Nam - thách đấu với Cục Hàng không Việt Nam số tiền 5 triệu đô la Mỹ cho tính khả thi của đường bay Vàng. Theo đó, nếu Cục hàng không chứng minh được rằng đường bay Vàng không hiệu quả như số liệu (sai số cho phép 5%) đã báo cáo thủ tướng Việt Nam và công bố trên báo chí thì ông Bá sẽ trả toàn bộ số tiền thách đấu là 5 triệu đô la Mỹ. Ngược lại, nếu ông chứng minh được rằng đường bay vàng Hà Nội - Thành phố Hồ Chí Minh mang lại hiệu quả cao hơn 20% so với số liệu của Cục hàng không thì cục này thua ông 5 triệu đô la Mỹ. Cục Hàng không Việt Nam trả lời rằng họ là cơ quan nhà nước nên không thể tham gia cược với cá nhân. Bên cạnh đó, cục này cũng ra văn bản đề nghị các cơ quan liên quan ngừng việc triển khai các vấn đề về đường bay vàng vì họ cho rằng đường bay hiện hữu vốn là "xương sống" của ngành hàng không Việt Nam nên phải duy trì bay trong lãnh thổ thuộc chủ quyền của Việt Nam chứ không nên qua các quốc gia khác.
Hãng hàng không quốc gia Việt Nam (Vietnam Airlines) từng tuyên bố sẽ không bay theo ý tưởng đường bay vàng (bay thẳng). Tuy nhiên, vào đêm 3 và 4 tháng 9 năm 2014, họ cũng đã tổ chức bay kiểm chứng theo phương thức này giữa Hà Nội và Thành phố Hồ Chí Minh, qua không phận Lào, Campuchia bằng buồng lái giả định (SIM) của máy bay A321. Kết quả cho thấy, bay kiểm chứng SIM theo phương án đường bay vàng (bay thẳng) có tổng quãng đường dài 1.191 km, thời gian bay là 103 phút (1 giờ 43 phút), nhiên liệu tiêu thụ là 4.140 kg. Còn bay kiểm chứng SIM theo phương thức hiện hữu (bay cong) có tổng quãng đường bay dài 1.276 km, thời gian bay là 108 phút (1 giờ 48 phút), lượng nhiên liệu tiêu thụ là 4.330 kg. Như vậy, đường bay vàng (bay thẳng) giảm 85 km, rút ngắn 5 phút bay và lượng nhiên liệu tiêu thụ giảm 190 kg so với bay hiện hữu (bay cong).